# Morrisons

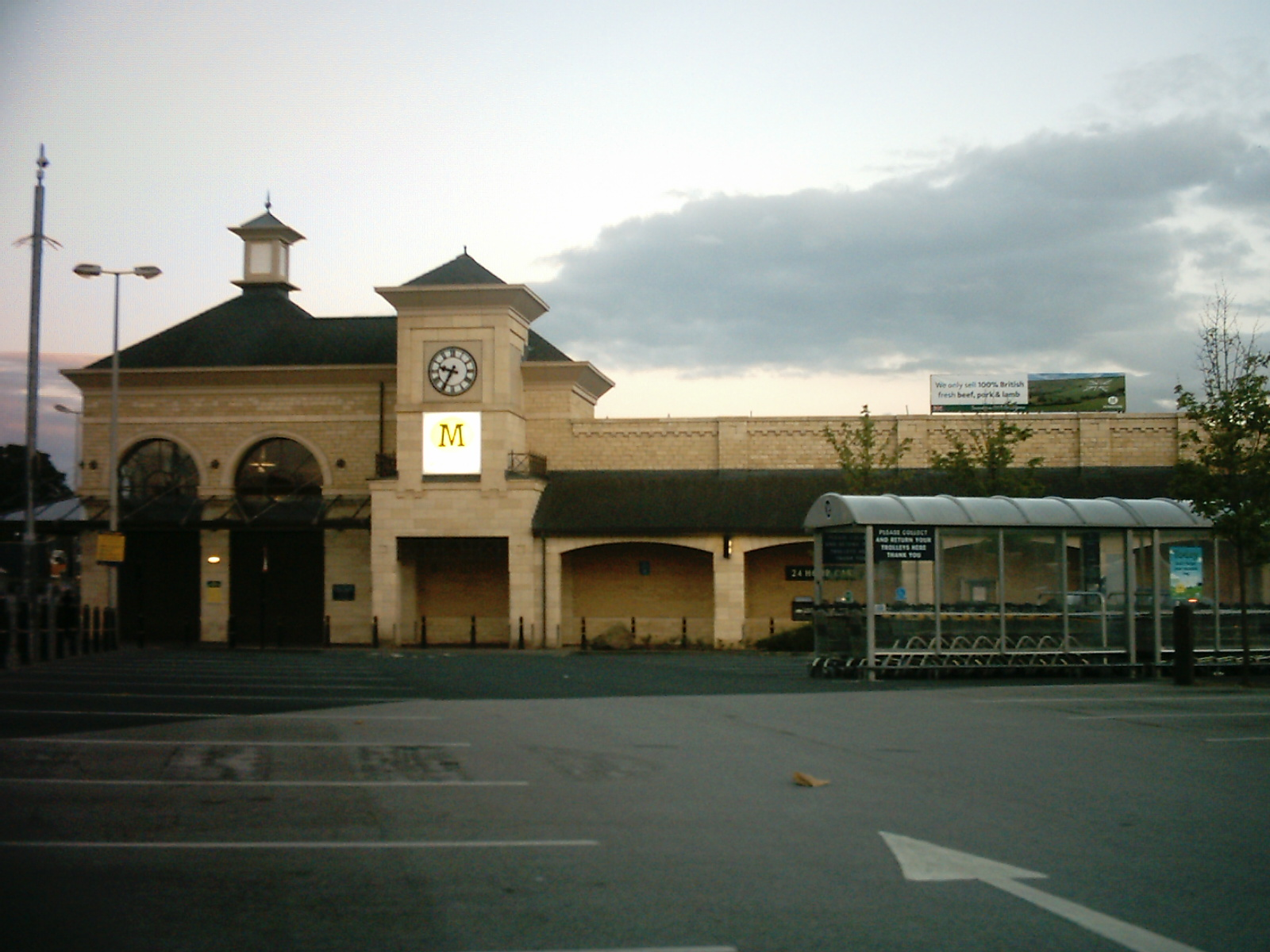
Morrisons, Wetherby.

Wm Morrison Supermarkets plc este o companie din domeniul retail-ului din Marea Britanie cu peste 118.000 de angajați.